# Moebius: Empire Rising
Moebius: Empire Rising (o solo Moebius in alcune presentazioni) è un videogioco di tipo avventura grafica della software house Pinkerton Road fondata da Jane Jensen, uscito il 15 aprile 2014 per Windows e macOS e successivamente per Linux.
Si tratta di un thriller metafisico nello stile di Dante's Equation e Gabriel Knight, di cui è, secondo le stesse parole della Jensen, l'erede spirituale.
Le musiche sono dirette da Robert Holmes. Il gioco è stato finanziato mediante progetto Kickstarter e scelto dagli stessi sostenitori, preferendolo ad altri due giochi proposti: Gray Matter 2 e Anglophile Adventure.

## Trama
Malachi Rector è un antiquario alla continua caccia di manufatti in tutto il mondo. Dopo aver perso tutto in un incendio, viene ingaggiato da un milionario di Manhattan per indagare su una serie di eventi e raccogliere indizi con il suo meticoloso metodo. Ma Malachi si rende conto ben presto che gli eventi oggetto della sua investigazione hanno uno strano significato, che sconvolgerà la sua esistenza e il suo stesso modo di concepire il mondo.